# Ghazi al-Gosaibi
Ghazi al-Gosaibi (arabisch غازي عبد الرحمن القصيبي, DMG Ġāzī ʿAbd ar-Raḥmān al-Quṣaibī; geboren 3. März 1940 in Hufuf; gestorben 15. August 2010 in Riad) war ein saudi-arabischer Schriftsteller, Politiker und Diplomat.

## Leben
Gosaibi wurde in eine reiche Händlerfamilie geboren. Er schloss 1961 ein Jurastudium an der Universität Kairo ab, erwarb 1964 einen Masterabschluss an der University of Southern California und 1970 einen Doktortitel in Jura an der University of London.
Er war saudischer Botschafter im Vereinigten Königreich (1992–2002), musste diesen Posten jedoch aufgeben, nachdem er ein Gedicht zum Lob einer palästinensischen Selbstmordattentäterin veröffentlicht hatte.
Er wurde sodann Arbeitsminister seines Landes und blieb dies bis zu seinem Tod. Als Arbeitsminister setzte er sich vehement für bessere Arbeitsmöglichkeiten von Frauen ein. Bedingt durch die relativ hohe Arbeitslosenquote von 10,5 % (Stand 2009) setzte er eine Quote für saudische Firmen durch, wonach diese einen Mindestanteil saudischer Beschäftigten haben müssen. Viele Unternehmen beschäftigen überwiegend ausländische Arbeitskräfte.
Gosaibi galt trotz seiner Nähe zum Herrscherhaus in seiner Heimat als führende liberale Stimme. Seine Gedichte fußten auf Motiven der Wüstenkultur. Auch thematisierte er in Romanen die Korruption seiner Heimat, arabische Entfremdung und schrieb Essays über das Verhältnis zwischen „dem“ Islam und „dem“ Westen. Zahlreiche Bücher Gosaibis wurden in Saudi-Arabien verboten.
Gosaibi starb 70-jährig an Krebs.

## Veröffentlichungen
- 1994: Schaqqat al-ḥurriyya (Eine Wohnung namens Freiheit)